# Watervalmos-associatie
De watervalmos-associatie (Rhynchostegietum riparioidis) is een associatie uit het watervalmos-verbond (Rhynchostegion riparioidis).

## Naamgeving en codering
| Oxyrrhynchietum rusciformis Gams ex Von Hübschmann 1953 |

- Syntaxoncode voor Nederland (rVvN): r47Cb01

De wetenschappelijke naam Rhynchostegietum riparioidis is afgeleid van de botanische naam van watervalmos (Rhynchostegium riparioides).

## Fysiognomie
De fysiognomie van de watervalmos-associatie is betrekkelijk eentonig. Het jaarrond groene vegetatieaspect wordt meestal in hoge mate bepaald door watervalmos. De vegetatiestructuur wordt gevormd door een dominante moslaag waarin matvormende slaapmossen de dienst uitmaken. Soms is er ook een algenlaag aanwezig. 

## Ecologie
De watervalmos-associatie komt tot ontwikkeling op harde solide substraten in sterk bewegend maar niet al veel fluctuerend of opspattend, mesotroof tot eutroof zoetwater.

## Verspreiding
Het volledige verspreidingsgebied van de watervalmos-associatie op Aarde is (nog) niet onderzocht. De gemeenschap is in ieder geval bekend van grote delen van Europa en de Verenigde Staten. In Nederland en Vlaanderen is de associatie algemeen. De grootste aaneengesloten oppervlakten van de watervalmos-associatie liggen in Nederland op dijkvoeten langs het IJsselmeer, waar het kilometerslange lintvormige mossenvegetatie vormt.

## Diagnostische taxa
In de onderstaande synoptische tabel staan de belangrijkste diagnostische taxa voor de watervalmos-associatie.
Moslaag
| Diagnostisch taxon | Presentie | Triviale naam       | Botanische naam             | Opmerking |
| ------------------ | --------- | ------------------- | --------------------------- | --------- |
| kA                 |           | watervalmos         | Rhynchostegium riparioides  |           |
| kA                 |           | gewoon spatwatermos | Hygrohypnum luridum         |           |
| kA                 |           | waterpluisdraadmos  | Amblystegium tenax          |           |
| kA                 |           | oeverdikkopmos      | Brachythecium plumosum      |           |
| kA                 |           | bossig spitsmos     | Cirriphyllum crassinervium  |           |
| kA                 |           | spatsnavelmos       | Rhynchostegiella teneriffae |           |
| kK                 |           | rivierpluisdraadmos | Amblystegium fluviatile     |           |
| kK                 |           | moerassnavelmos     | Oxyrrhynchium speciosum     |           |

## Fotogalerij

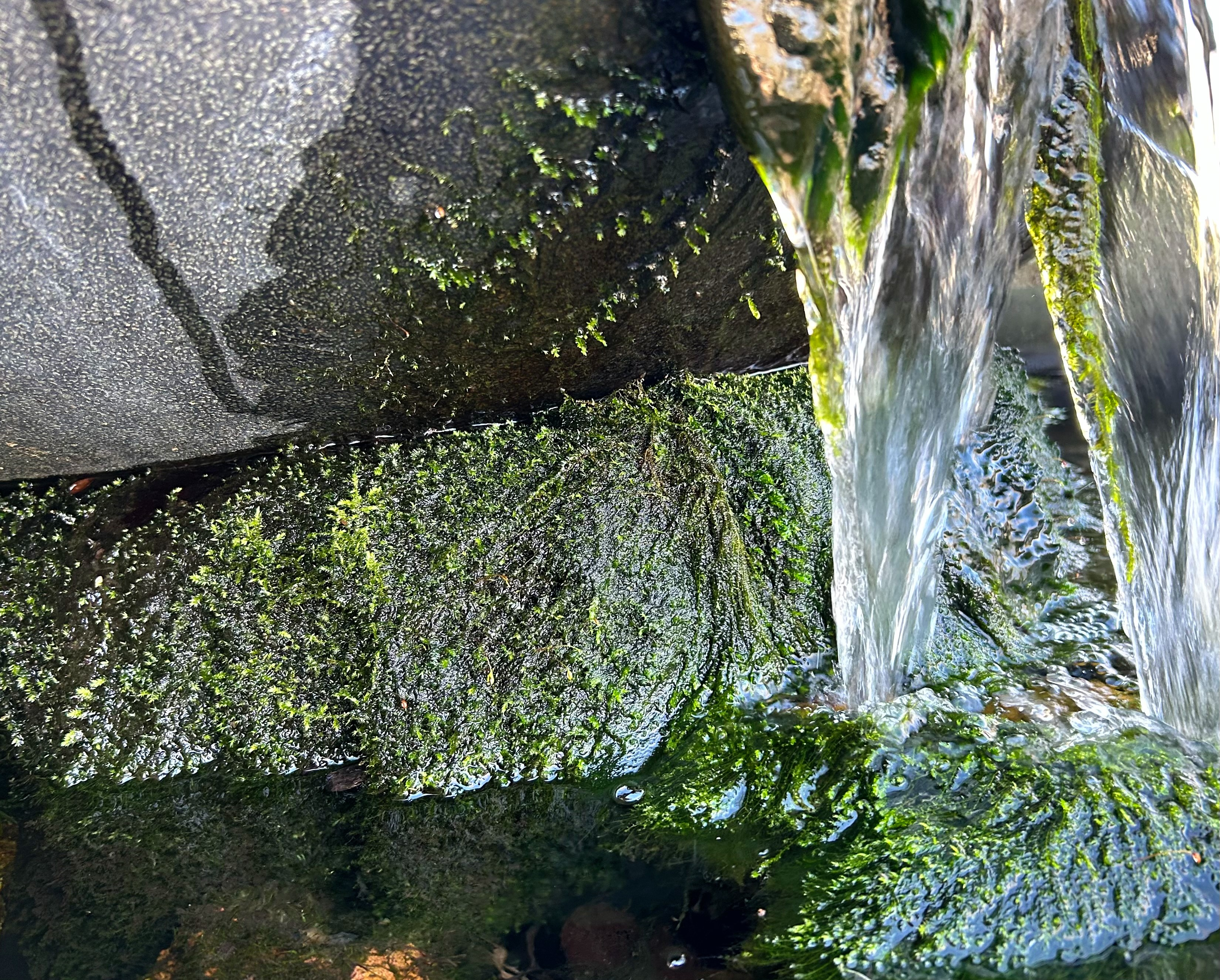
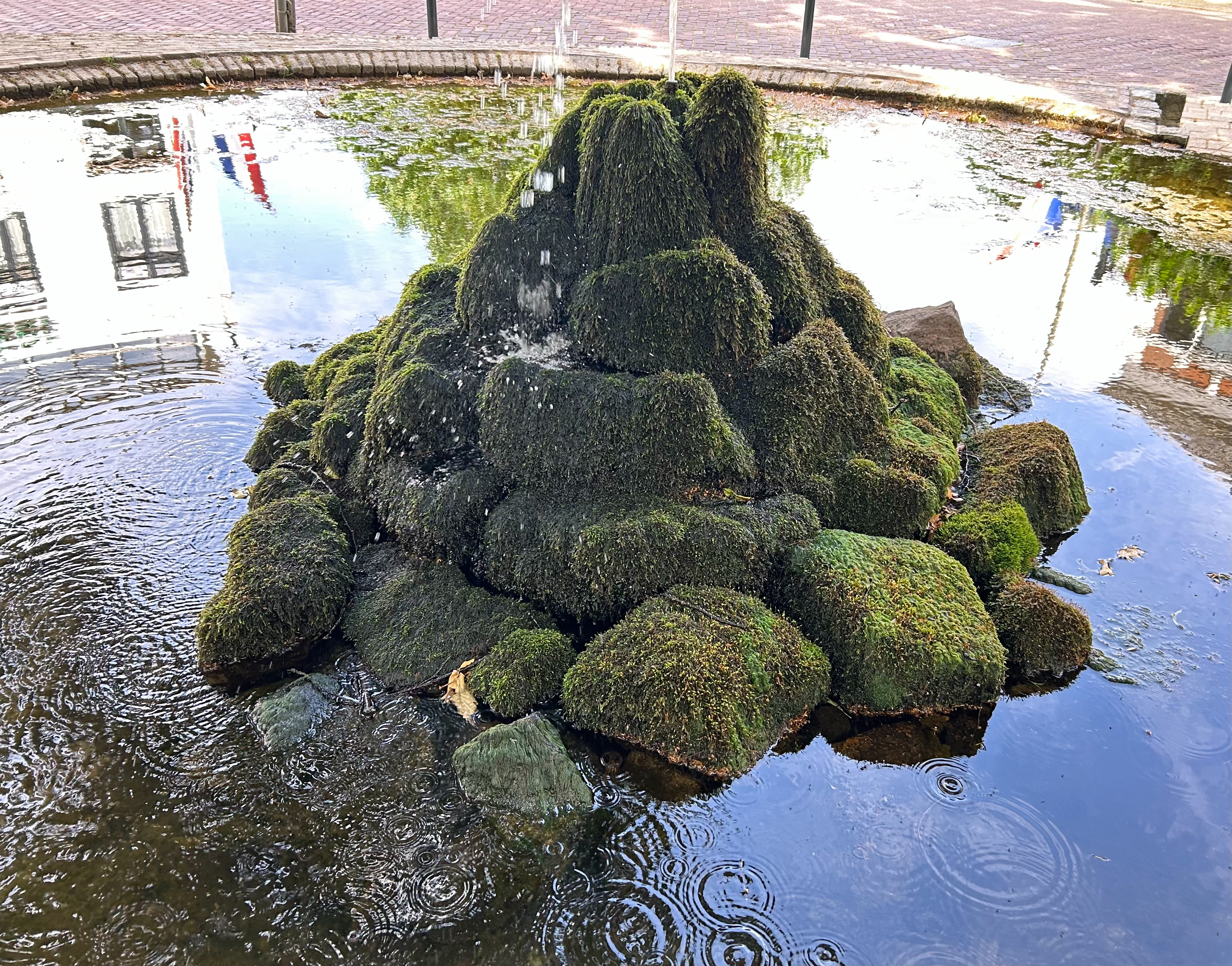
Zomeraspect van de associatie bij een fontein
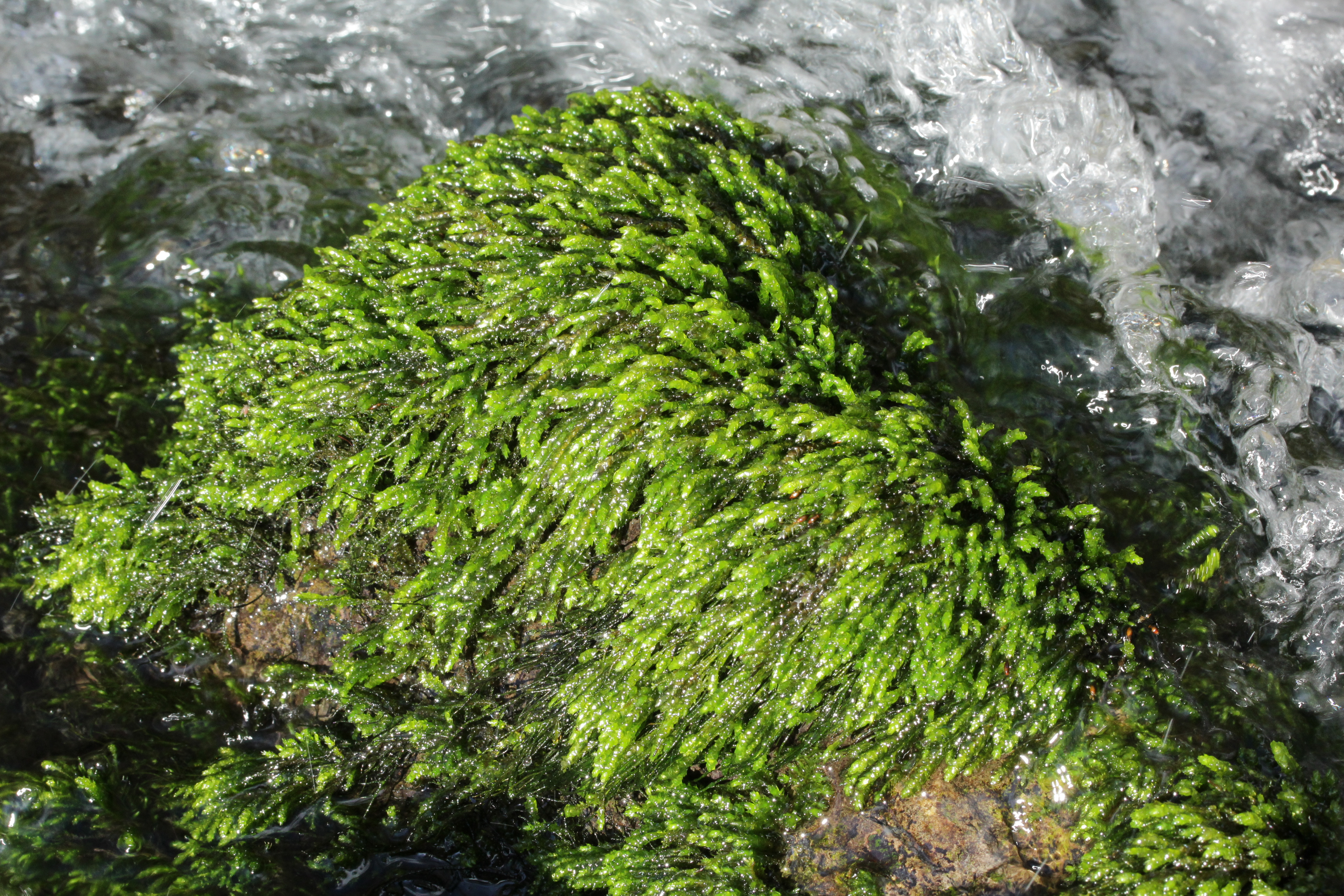
Close-up van de associatie